# Тасерсуатсиак
Тасерсуатсиак (также широко известно под названием Фергюсон) — ледниковое озеро в коммуне Кекката, Гренландия.
Озеро имеет условно прямоугольную форму, вытянуто с запада на восток на 5,2 километров, с севера на юг — на 1,5 километров, его площадь составляет 7,5 км², средняя глубина — 80 метров. Примерно в двух километрах к северо-западу от озера расположено поселение Кангерлуссуак, для которого это озеро является источником питьевой воды. Берега Тасерсуатсиака пустынны и необитаемы, лишь с западной и юго-западной стороны озера проходит узкая гравийная дорога, на западном берегу расположены ресторан и гребной клуб (самый северный в мире), а также несколько временных строений. К югу и востоку от озера раскинулось обширное плоскогорье, которое было искусственно заселено овцебыками. Дно озера покрывают луга водорослей рода Рдест.
На берега Тасерсуатсиака организованно осуществляются трёхдневные походы. Рыболовам озеро будет интересно наличием большого количества лосося, гренландской трески и форели.
Английское название Фергюсон дали озеру американские военные, чья военно-воздушная база располагалась в регионе с 1941 по 1992 год.